# 鄭質夫
鄭質夫（1504年—？），字子質，福建興化府莆田縣人，匠籍，明朝政治人物。

## 生平
嘉靖十三年（1534年）甲午科福建鄉試第四十八名，嘉靖十四年（1535年）登乙未科二甲十二名進士。官至石阡府知府。

## 家族
曾祖鄭志；祖父鄭琴；父鄭明德，母黃氏。慈侍下。弟亨夫。